# Pic de Sanfonts
Pic de Sanfonts – szczyt górski w Pirenejach Wschodnich. Administracyjnie położony jest na granicy Andory (parafia La Massana) z Hiszpanią (prowincja Lleida). Wznosi się na wysokość 2894 m n.p.m.
Na północny wschód od szczytu usytuowany jest najwyższy szczyt Andory, Pic de Coma Pedrosa (2946 m n.p.m.), na północny zachód Vallpeguera (2744 m n.p.m.), natomiast na południowym wschodzie położony jest Pic del Port Vell (2654 m n.p.m.).